# ケアカマハナ
ケアカマハナ（Keakamāhana 、1615年頃-1665年）はハワイ島のアリイ。 
彼女はホルアロア湾の王室から島の主権者として支配した。

## 家族
ハワイの元アリイであるケアケアラニカネの長女。母親はケアリイオカラニ。 
1635年に亡くなった父親の後を継ぎアリイとなった。マカカウアリイとカプカモラの息子であるイウィカウイカウアと結婚した。1665年に亡くなり、娘のケアケアラニワヒネが後を継いだ 